# ويليام أوليفيرا
ويليام أوليفيرا (31 مايو 1984 بساو باولو في البرازيل - ) هو لاعب كرة قدم برازيلي في مركز الوسط. لعب مع دبليو كونكشن وشيكاغو فاير ونادي فيتوريا إي إس وUnião Bandeirante Futebol Clube ‏.

## وصلات خارجية
- ويليام أوليفيرا على موقع الدوري الأمريكي (الإنجليزية)
- ويليام أوليفيرا على موقع قاعدة بيانات كرة القدم.إي يو (الإنجليزية)